# San Mauro Torinese
San Mauro Torinese (San Mò in piemontese) è un comune italiano di 18 399 abitanti della città metropolitana di Torino in Piemonte, conurbato nell'area metropolitana torinese.

## Geografia fisica

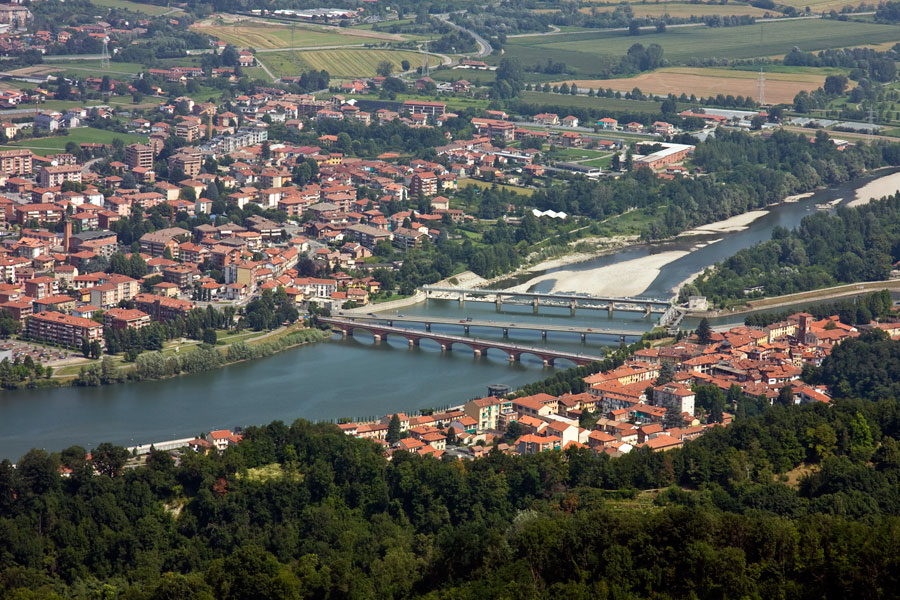
San Mauro vista da Superga

Il comune si trova a est di Torino nel tratto dominato dalla Basilica di Superga, e la riva destra del fiume Po, lungo l'antica strada che un tempo collegava la Porta Praetoria di Torino (ubicata nell'attuale Piazza Castello) e la romana Industria (l'attuale Monteu da Po) con Valenza e Casale Monferrato.
Una parte del comune, di sviluppo più recente, rimane anche sulla riva sinistra del Po, collegata attraverso il Ponte Vittorio Emanuele III (1912), oggi chiamato il "Ponte Vecchio", in quanto recentemente affiancato da un nuovo ponte, Ponte XI Settembre (2001).

## Storia

### Le origini
Il primo documento scritto in cui compare il comune di San Mauro riporta il nome di Pulchra Rada o Pulcherada (letteralmente "bella spiaggia" o "bella rada", probabilmente una denominazione che traeva origine dalle bellezze del luogo che anticamente era il letto del Po) e risale al 4 maggio 991: vi si legge che Anselmo, marchese del Monferrato, si impegna a ricostruire l'abbazia dei monaci benedettini distrutta nel corso di un'invasione dei Saraceni. In quell'occasione divenne Sancta Maria in Pulcherada: il centro monastico, ormai devastato dai Saraceni e abbandonato dai monaci, entrava a far parte della donazione del marchese Anselmo di Monferrato, della moglie Gisla, di Guglielmo e Riprando figli del defunto Oddone. In questa occasione viene citato per la prima volta il nome San Mauro, il santo monaco che fu fra i primi discepoli di San Benedetto. Il suo culto, molto diffuso in Francia, si radicò anche in Piemonte, dove la devozione popolare fu solita ricorrere a lui grazie soprattutto a molte guarigioni miracolose. Era anche conosciuto come patrono dei gottosi e degli zoppi.
L'abbazia sorse intorno all'VIII-IX secolo su un preesistente insediamento romano risalente al periodo di fondazione di Augusta Taurinorum (l'attuale Torino) e divenne il nucleo centrale del primo centro abitato che si costituì intorno a essa. Fu infatti ricostruita dopo l'anno 1000, quando in Piemonte cessarono le invasioni delle orde ungare e saracene. A capo della comunità vi era l'abate, che amministrava la vita religiosa e civile locale. Fu inoltre un periodo che vide una rinascita di monasteri e abbazie, favorita da una ripresa sia economica sia demografica.
Nell'anno 1029, Alrico, vescovo di Asti, il fratello Olderico Manfredi II, marchese di Torino, e Berta, cognata di Alrico, donarono alla chiesa di Susa alcuni beni, tra cui San Mauro. Nel 1055 il Monastero di Pulcherada venne unito a quello di Susa, ma in seguito ne venne nuovamente separato.
Secondo il diploma imperiale di Federico I del 26 gennaio 1159, quello stesso anno il Monastero di Pulcherada venne eretto ad abbazia. L'imperatore confermò i privilegi del vescovo di Torino, elencando tra questi «... Abbatiam Sanctii Salvatoris et Sancti Mauri sitam in Vico Pulcherada cum suis pertinensis».

### Il Rinascimento
Nel XII secolo l'abbazia raggiunse una notevole prosperità, ma, a causa della sua posizione al confine tra il Marchesato del Monferrato e il Ducato di Savoia, fu teatro di continui scontri armati tra le due casate. Ciò provocò un'inarrestabile decadenza, culminata nel 1474 con la sua soppressione e trasformazione in commendam. Nel 1420 la denominazione ufficiale della località divenne San Mauro, in onore di San Mauro abate, monaco benedettino che, diretto in Francia, sostò presso l'abbazia nel VI secolo. L'importanza del fiume Po nell'economia locale indusse già nel 1445 a una regolamentazione della pesca, e con un'ordinanza del 1575 si fece obbligo di asportare dal fiume i grossi detriti che erano di impedimento al corso della navigazione.
L'avvento degli abati commendatari, che si limitavano a incassare le rendite vivendo altrove, favorì l'autonomia della comunità locale, che finalmente ottenne nel 1567 quei benefici e gli statuti che i precedenti abati avevano sempre negato. Fino al 1603 l'abbazia rimase ai Benedettini; in seguito fu conferita a membri del clero secolare.

### L'avvento della dinastia sabauda
Alla decadenza dell'abbazia corrispose nella storia l'affermazione politica e territoriale della dinastia sabauda che, a partire dal duca Emanuele Filiberto, dette inizio a una politica di rivendicazione dei poteri sovrani. Infatti sono del 16 ottobre 1671 le regie patenti con le quali il duca Carlo Emanuele II concedeva in feudo all'auditore Giuseppe Maria Filippone e ai suoi eredi la seconda cognizione, ossia l'appello di tutte le cause civili e criminali del luogo di San Mauro. Tale concessione suscitò l'indignazione dell'abate, che vide nell'atto sia un'intromissione alla sua autorità, sia una diminuzione del suo prestigio. Dopo schermaglie durate qualche anno, tuttavia, Filippone poté prendere possesso del suo feudo, tramandandolo ai suoi eredi, fino al 1720.

### L'occupazione napoleonica
All'arrivo dei rivoluzionari francesi i beni dell'abbazia furono confiscati e nel 1803 vennero venduti all'asta per la rilevante somma di 22.000 Lire. Il primo giugno dello stesso anno papa Pio VII decretò la soppressione del convento. La chiesa dell'abbazia, che aveva ormai subito diversi restauri, fu ridotta allo stato di semplice chiesa parrocchiale e di essa si fece carico la comunità. Durante questo periodo gli abitanti del paese, situato quasi esclusivamente sulla riva destra del fiume, passavano mediante barche alla sponda sinistra.

### Storia moderna
Nel corso dell'Ottocento il comune iniziò il suo sviluppo, sia grazie al passaggio dell'abbazia al clero secolare, sia per il frazionamento delle proprietà effettuato durante l'occupazione francese. Nel 1814 tornò al potere Casa Savoia e la storia di San Mauro non si discostò più da quella di Torino e del Piemonte. Nel 1862 si giunse all'attuale denominazione di "San Mauro Torinese". Il 26 settembre 1880 fu inaugurata la linea tranviaria Torino-Brusasco, inizialmente a vapore e poi elettrificata. Ma il grosso dei collegamenti avvenne ancora per tutto il XIX secolo con l'attraversamento del fiume Po, che ha sempre avuto un importante rilievo nello sviluppo dell'economia locale: dal suo alveo vennero infatti derivati diversi canali impiegati per l'irrigazione dei campi e per muovere le ruote dei mulini.
Il 17 febbraio 1907 fu deliberata la costruzione di un ponte sul Po tra San Mauro e Bertolla. I lavori iniziarono nell'aprile del 1911 su progetto dell'impresa Allegri e si conclusero il 15 agosto 1912: il ponte fu inaugurato l'8 settembre 1912 dal sindaco Giovanni Mochino e intitolato a Vittorio Emanuele III.
Negli anni del secondo dopoguerra, sulla scia della massiccia industrializzazione dell'area torinese, San Mauro ha conosciuto un notevole sviluppo urbanistico e un massiccio incremento demografico (gli abitanti sono cresciuti di ben tre volte negli ultimi sessant'anni), che hanno mutato radicalmente l'aspetto fisico e il tessuto sociale del paese.
La presenza del fiume Po, da cui viene presa l'acqua per il canale che alimenta la centrale elettrica nei pressi di Chivasso, e della collina, oltre all'esistenza di testimonianze storico-artistiche di pregio quali l'abbazia millenaria, il castello di Sambuy, la Torre di Moncanino e -nelle immediate vicinanze- la basilica di Superga, hanno contribuito a mantenere particolarmente interessante e attraente questa località che, in passato, fu anche luogo di villeggiatura.

## Monumenti e luoghi d'interesse

### Abbazia di San Mauro

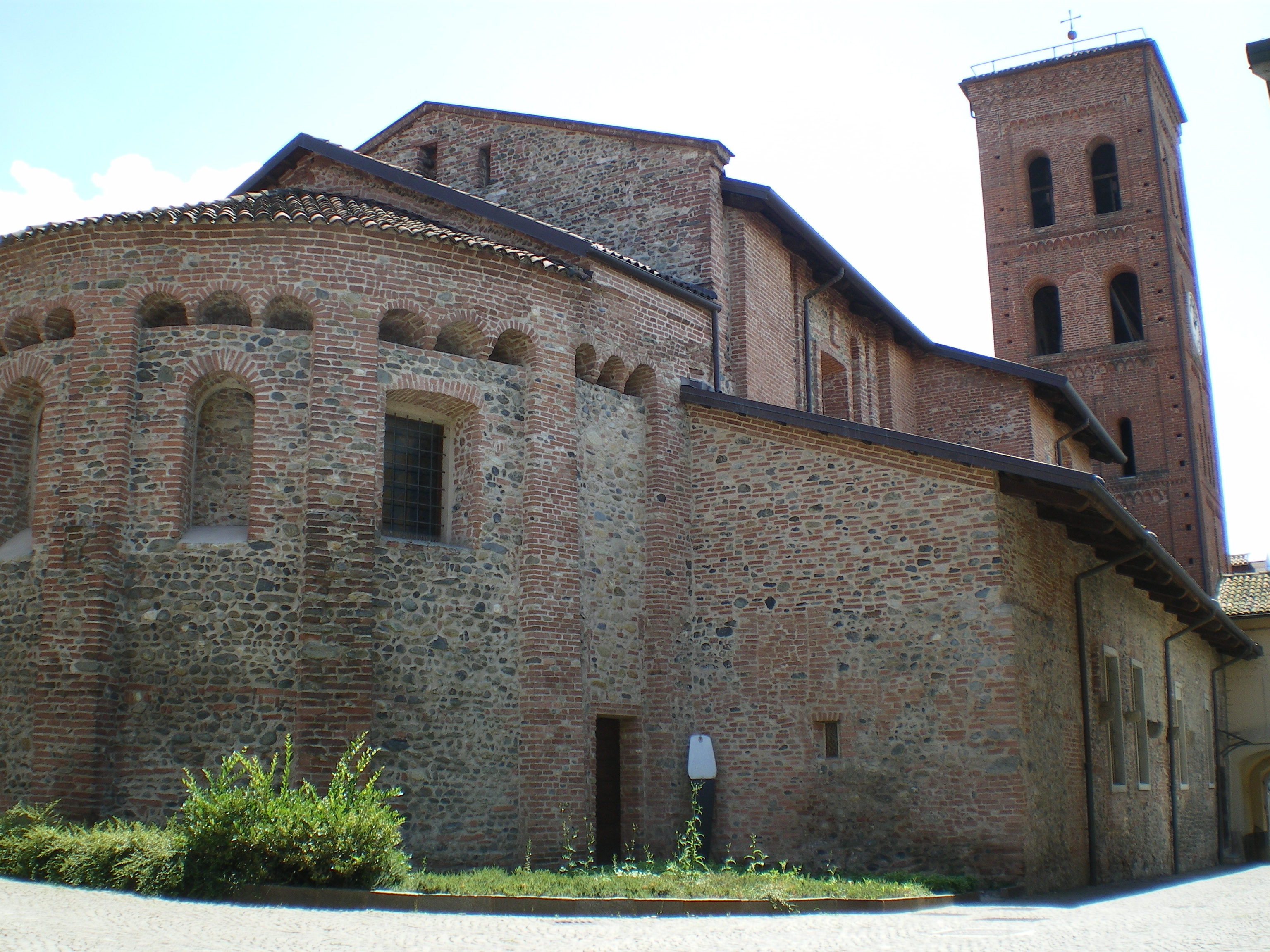
San Mauro Torinese: Abside e campanile della chiesa di Santa Maria di Pulcherada

Solo poche testimonianze sono giunte a noi dello splendore e potenza dell'antica Abbazia benedettina di San Mauro: l'abside centrale e la parte sinistra della navata della chiesa parrocchiale, già chiesa abbaziale, il campanile e la parte inferiore della Cappella della Madonnina.

### Parrocchiale di Santa Maria

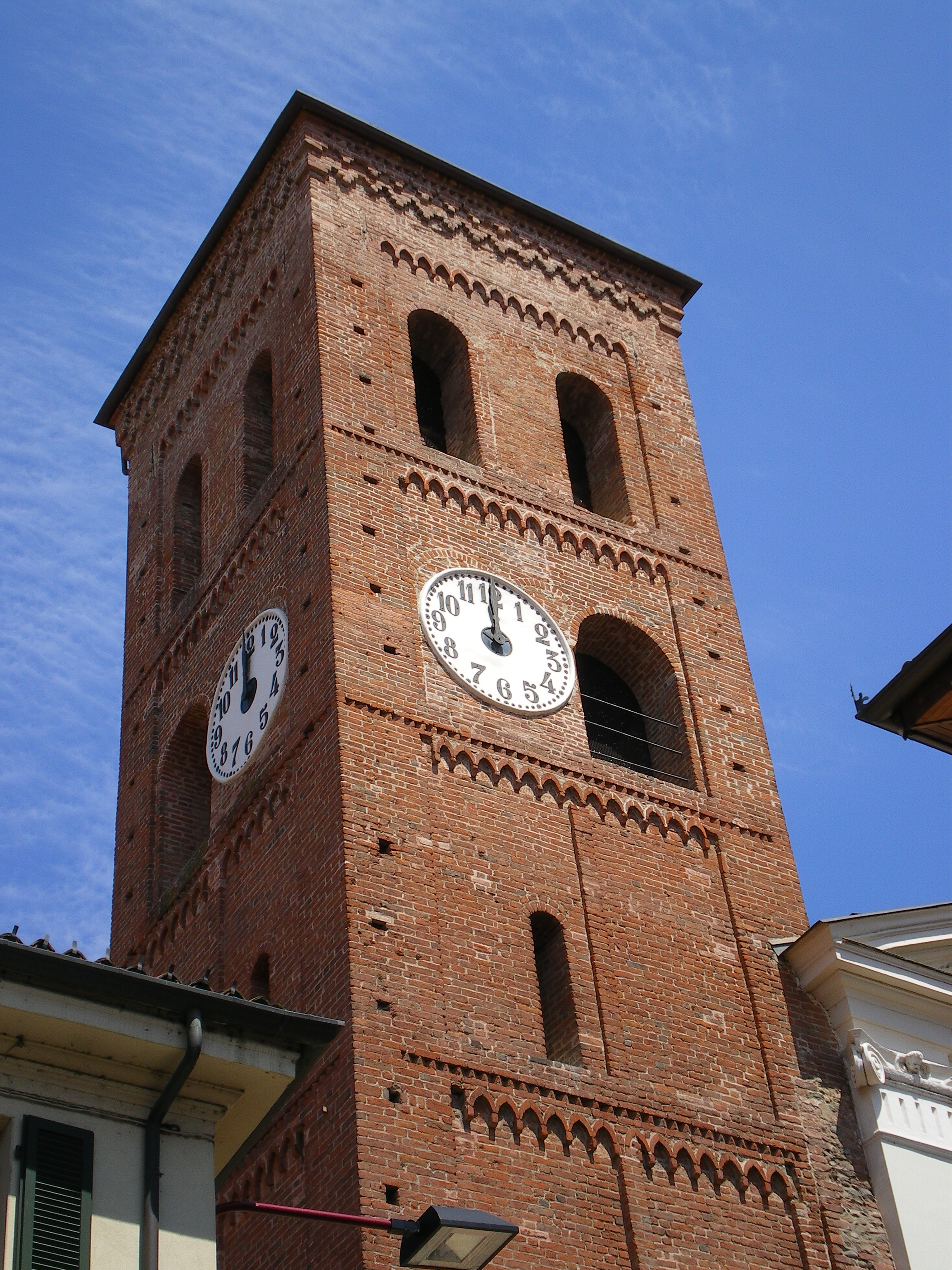
San Mauro Torinese: Campanile della chiesa di Santa Maria di Pulcherada

La chiesa parrocchiale di Santa Maria in Pulcherada è situata al centro del borgo più antico del paese, in una posizione più elevata. La navata e la facciata sono in stile barocco e furono restaurate nel 1665 grazie all'abate commendatario Petrinus Achemius. L'antica costruzione, già rivoluzionata tra il XII e il XIV secolo, fu notevolmente stravolta e quindi è difficilissimo cercare di ricostruirne le forme originali.
È probabile che la costruzione sia stata edificata tra la fine del X e l'inizio dell'XI secolo. La caratterizzano profonde finestre monofore, originariamente cieche, suddivise da lesene, sovrastate ciascuna da tre nicchie cieche.
Sul lato sinistro della facciata si eleva il campanile costruito tra il XII e il XIII secolo ad alte monofore affiancate. Nel Medioevo ebbe non solo importanti finalità liturgiche, ma anche militari e difensive come torre di avvistamento e di segnalazione.
Nel recinto dell'antico monastero di Santa Maria Pulcherada è situata la cappella della Madonnina, la cui parte inferiore a tre navatelle è forse precedente o contemporanea dell'antico cenobio.

### Altre chiese ed edifici storici

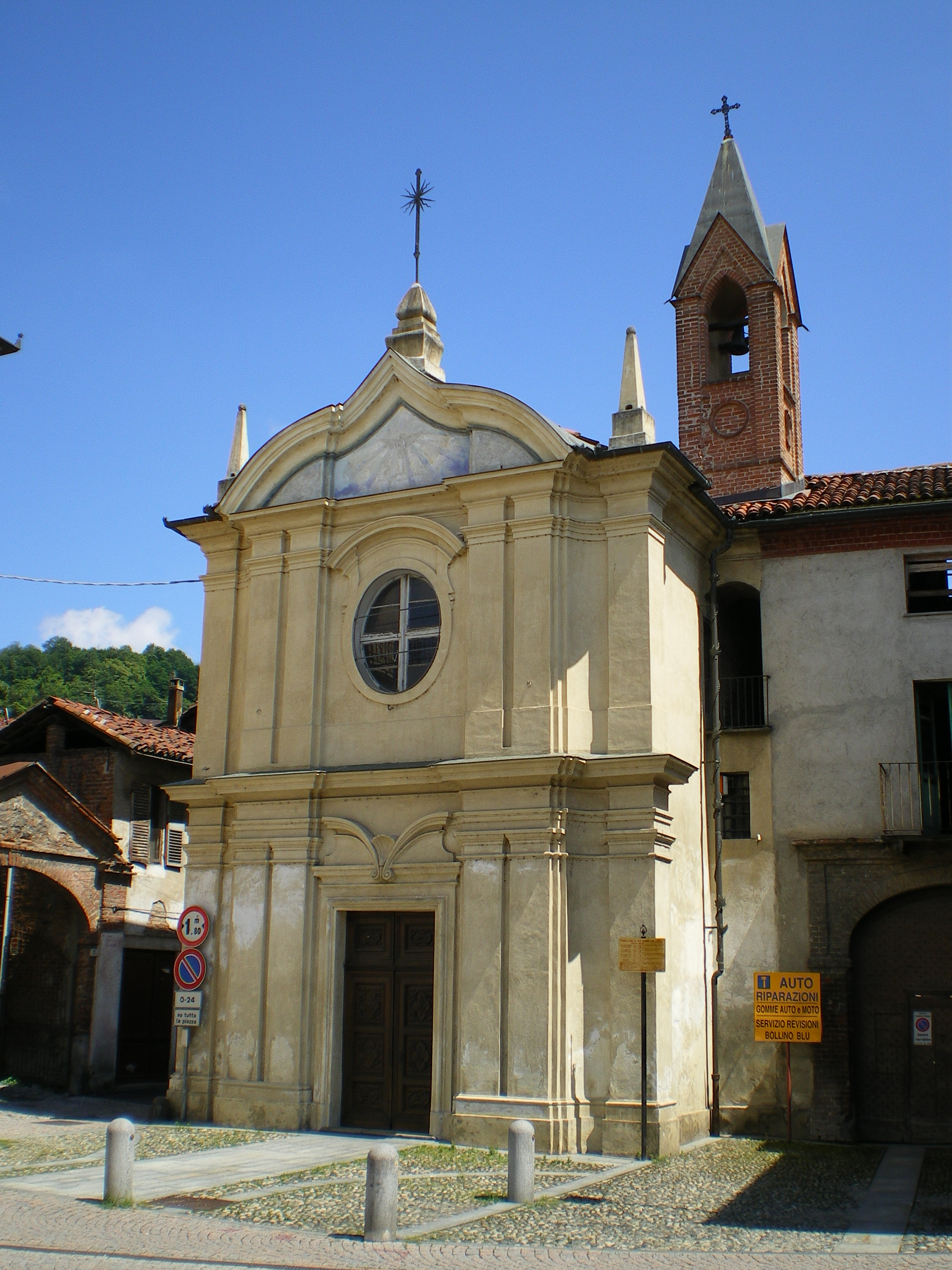
San Mauro Torinese: chiesa di San Rocco

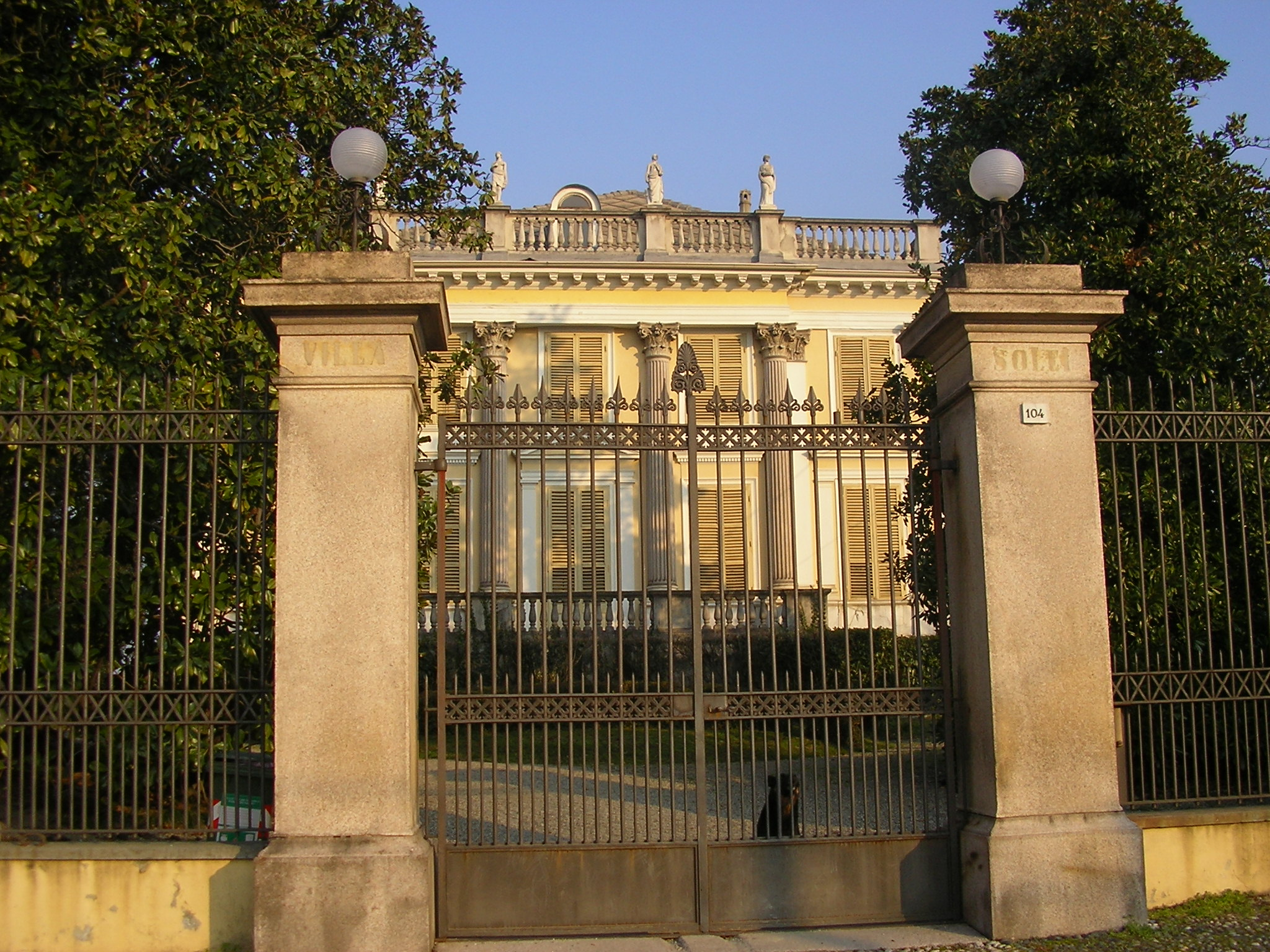
Villa Soley facciata

Sulla destra, giungendo da Torino lungo la statale per Casale Monferrato e prima del ponte sul Po, si nota la piccola chiesa di San Rocco, un tempo luogo di culto della Confraternita dello Spirito Santo. L'attuale chiesa fu costruita tra il 1728 e il 1731 da Carlo Antonio Castelli. Il campanile è del 1760, mentre la facciata risale al 1781. La confraternita venne sciolta nel 1957 causando inevitabilmente il degrado della chiesa, ormai abbandonata. Solo nel 1978 venne restaurata con il contributo dei parrocchiani e nuovamente adibita a culto ed è tutt'oggi utilizzata per la messa feriale.
Per l'aumento demografico vennero costruite tra il 1959 e il 1966 tre nuove chiese: una intitolata a Sant'Anna, nell'antica borgata di Sant'Anna-Pescatori, l'altra dedicata a San Benedetto Abate in zona Oltre Po, l'altra ancora al Sacro Cuore di Gesù, in borgata Sambuy.
Lungo il crinale situato tra la valle di Rivodora e quella del rio San Mauro è presente la chiesa di San Grato, un semplice e spoglio edificio settecentesco. Nei pressi del confine con Castiglione Torinese è presente la piccola Chiesa del Mariano, dedicata alla Madonna.
A causa dell'intensa industrializzazione che caratterizzò i trascorsi decenni e che aveva messo in crisi l'intera collina adiacente al comune, venne definito un piano per la salvaguardia e la valorizzazione dell'intera collina. Il Parco naturale della Collina di Superga venne istituito nel novembre 1991 con la legge regionale n. 55/91 con finalità di tutela e di conservazione delle caratteristiche ambientali, naturali, faunistiche, storiche e paesaggistiche del territorio del parco.

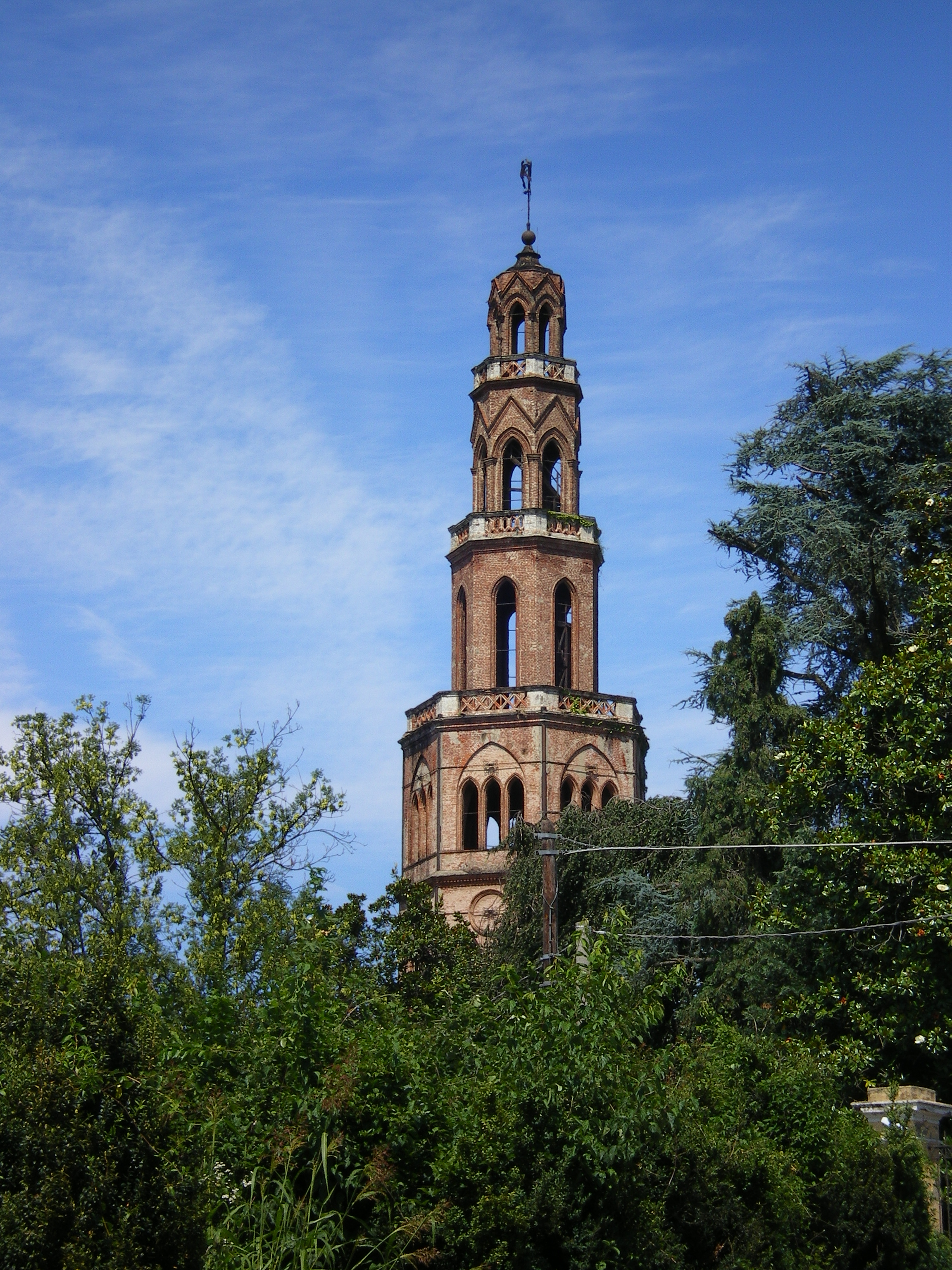
Torre di Moncanino

Degna di nota nella zona collinare è la "Villa Lavista", esempio sublime di architettura eclettica, nella quale si fondono e coesistono elementi barocchi e neoclassici e decorazioni pre-Liberty.
Lungo l'attuale via del Moncanino, località panoramica e salubre, furono edificate tra il Settecento e il Novecento numerose ville signorili, tra cui spicca la "Villa del Cavalier Ludovico Nicolis", sede fino al 1993 del Famulato Cristiano.
Al bivio tra Moncanino e via Montenero si erge l'elegante figura di "Villa Soley", in stile neoclassico, con la caratteristica torre che domina San Mauro, circondata da un grande parco. La villa venne fatta costruire nel 1830 da Bernardo Soley e presenta una pianta rettangolare: è a tre piani, di cui l'ultimo è coronato da una balconata impreziosita da statue.
Simbolo della collina di San Mauro è la "Torre del Moncanino", un edificio in stile neogotico fatto edificare nella seconda metà dell'Ottocento. La torre ha un'architettura alquanto stravagante sulla quale si aprono finestre a sesto acuto, bifore, trifore e balconate; ha sette lati, è completamente costruita in mattoni e raggiunge l'altezza di 52 metri. È sormontata da un angelo metallico che indica la direzione del vento.
A nord-est del comune, percorrendo la strada nazionale della Valle Cerrina in direzione di Casale Monferrato, si incontra sulla sinistra un lungo muro di cinta che attornia il Castello dei Conti di Sambuy e il suo vasto parco. Il castello domina un poggio ed è a pianta rettangolare con una facciata in cotto ornata da una doppia rampa di scale. S'intravede bella citronaia di Pelagio Palagi. Proseguendo sulla strada al confine con Castiglione Torinese si incontra il Mulino di Sambuy, progettato dal noto architetto Amedeo Peyron.

### Via Francigena

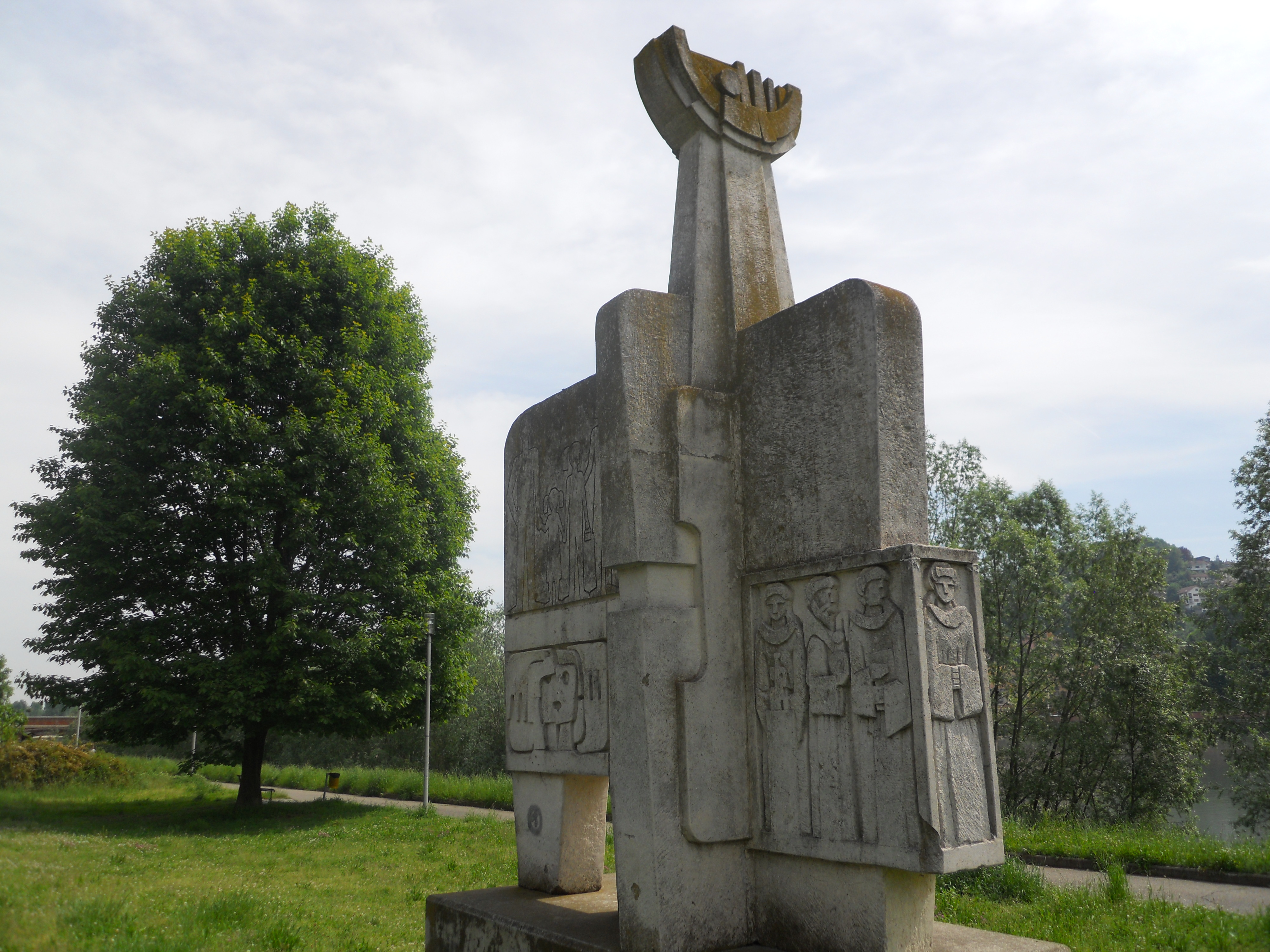
Monumento ai pellegrini della Via Francigena

Per San Mauro passa quel tratto di Via Francigena che valica le Alpi al Moncenisio o al Monginevro e si unisce a quella proveniente da nord presso il vercellese.
Premettendo che il tracciato è piuttosto variabile nel corso del tempo, l'itinerario pubblicato dal sito della città metropolitana di Torino, segnato da volontari col simbolo verniciato del "pellegrino giallo", entra al confine con Torino sull'argine destro del Po, proveniente dal Parco del Meisino, continua così fino al centro e da lì segue più o meno da vicino l'argine destro del Canale Cimena fino alla zona del Pedaggio Vecchio, proseguendo poi per Gassino, Chivasso e il vercellese. Sono presenti molti cartelli illustrativi e chilometrici sul percorso.
 Un moderno monumento dedicato ai pellegrini e ai monaci della vicina Abbazia di Pulcherada si trova sul lato sinistro del fiume Po, nel Parco de L'Eliana.

### Cartiere Burgo

Edificio direzione ex Cartiere Burgo

San Mauro ospita il singolarissimo edificio dell'ex sede dirigenziale e amministrativa torinese delle Cartiere Burgo, realizzato nel 1981 dall'architetto brasiliano Oscar Niemeyer, il creatore della città di Brasilia.

## Società

### Evoluzione demografica
Negli ultimi sessanta anni, dal 1961, la popolazione residente è raddoppiata.
Abitanti censiti

### Etnie e minoranze straniere
Al 31 dicembre 2023 la popolazione straniera residente era di 994 persone, pari al 5,34% della popolazione.

## Cultura

### Biblioteca
La biblioteca civica "Germana Bocca" è stata istituita nel 1966: dal 2004, ha sede nel Centro Culturale Polivalente assieme al Centro Multimediale, l'Informagiovani e l'Ufficio Cultura della città. La biblioteca fa parte dello SBAM.

## Economia
La zona industriale del comune di San Mauro è chiamata "Zona Pescarito". Nel 1969 vi venne realizzato l'autoporto Pescarito, di circa 1 milione di metri quadrati.
Da notare l'interessante architettura di un edificio a pianta circolare ospitante dal 1980 le Cartiere Burgo, progettato da uno dei più celebri architetti del XX secolo, Oscar Niemeyer, ideatore dei principali palazzi governativi della città di Brasilia: attualmente la struttura non è più usata e rimane in attesa di una nuova destinazione d'uso.
La vocazione agricola del comune si è ridotta in proporzione alla cresciuta domanda industriale, ma nel territorio si coltivano ancora ortaggi, fiori e soprattutto fragole, per le quali il paese è famoso. L'origine delle coltivazione delle fragole pare risalire al 1706, quando il duca Vittorio Amedeo II, per risarcire i contadini del luogo che nella guerra contro i francesi avevano subito pesanti devastazioni, donò loro in esclusiva delle piantine di fragola importate dall'America. Il culmine di tale produzione venne raggiunto tra gli anni 1930 e 1950 e richiamava a San Mauro le frolere, ovvero le raccoglitrici di fragole che, tra maggio e giugno, lavoravano per raccogliere in tempo la rinomata "fragolina nera", prodotto tipico del paese.
Attualmente, anche se la produzione è diminuita, tra maggio e giugno si celebra la "Festa delle Fragole", che attira numerosi turisti e coinvolge nella festa tutto il paese.

## Amministrazione

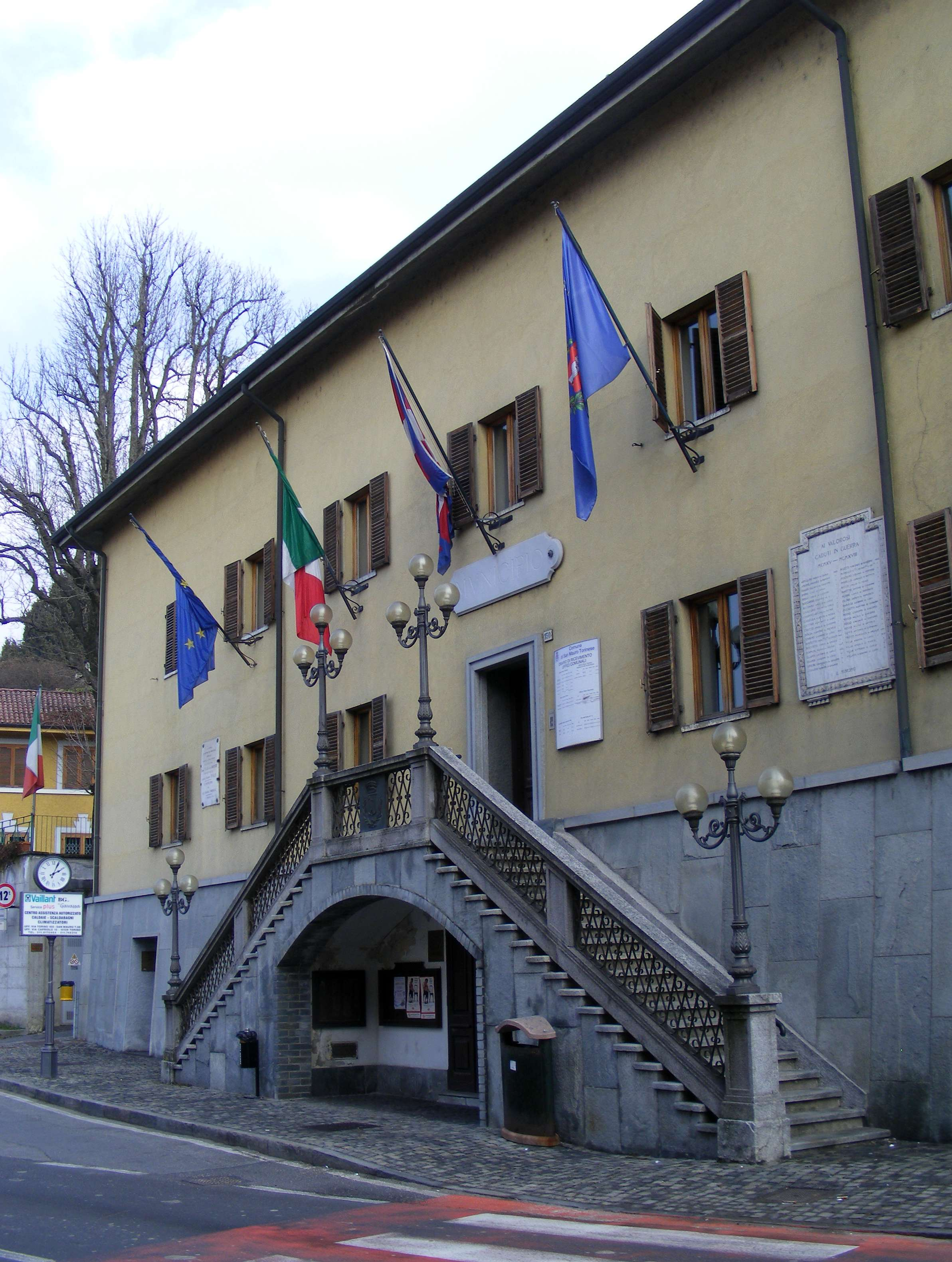
Il municipio

Di seguito è presentata una tabella relativa alle amministrazioni che si sono succedute in questo comune.
| Periodo          | Periodo          | Primo cittadino              | Partito                                | Carica              | Note          |
| ---------------- | ---------------- | ---------------------------- | -------------------------------------- | ------------------- | ------------- |
| settembre 1985   | 24 luglio 1987   | Giovanni Pilone              | Partito Socialista Italiano            | Sindaco             | [ 12 ] [ 13 ] |
| 24 luglio 1987   | 22 giugno 1990   | Giovanni Pilone              | Partito Socialista Italiano            | Sindaco             | [ 14 ]        |
| 22 giugno 1990   | 8 ottobre 1994   | Antonio Cherio               | Democrazia Cristiana                   | Sindaco             | [ 14 ]        |
| 8 ottobre 1994   | 8 maggio 1995    | Fulvio Gaffodio              |                                        | Comm. straordinario | [ 14 ]        |
| 8 maggio 1995    | 28 giugno 1999   | Angelo Santoro               | centro-sinistra                        | Sindaco             | [ 14 ]        |
| 28 giugno 1999   | 16 febbraio 2001 | Angelo Santoro               | centro-sinistra                        | Sindaco             | [ 14 ]        |
| 16 febbraio 2001 | 28 maggio 2001   | Giuseppe Forlani             |                                        | Comm. pref.         | [ 14 ]        |
| 29 maggio 2001   | 30 maggio 2006   | Giacomo Coggiola             | centro-destra                          | Sindaco             | [ 14 ]        |
| 30 maggio 2006   | 31 maggio 2011   | Giacomo Coggiola             | centro-destra                          | Sindaco             | [ 14 ]        |
| 31 maggio 2011   | 20 giugno 2016   | Ugo Giuseppe Ettore Dallolio | Italia dei Valori, Partito Democratico | Sindaco             | [ 14 ]        |
| 20 giugno 2016   | 4 ottobre 2021   | Marco Bongiovanni            | Movimento 5 Stelle                     | Sindaco             | [ 14 ]        |
| 4 ottobre 2021   | in carica        | Giulia Guazzora              | centro-sinistra                        | Sindaco             | [ 14 ]        |

### Gemellaggi
- L'Eliana
- Mirande
- Orsara di Puglia

## Consiglio comunale dei ragazzi
San Mauro Torinese possiede dalla fine del 2014 un consiglio comunale dei ragazzi ormai arrivato al secondo mandato. I ragazzi partecipanti (17) scelti tra gli alunni di 4ª, 5ª elementare e il triennio delle medie. I candidati vengono successivamente votati, una volta esposto il programma davanti a tutti gli alunni, in maniera anonima dai ragazzi frequentanti la stessa scuola del candidato.
Le scuole sanmauresi concedono al consiglio:
- 6 ragazzi, scuola secondaria di 1º grado "Carlo Alberto Dalla Chiesa"
- 4 ragazzi,  scuola secondaria di 1º grado "Silvio Pellico"
- 4 ragazzi, scuola primaria "Giorgio Catti"
- 2 ragazzi, scuola primaria "Nino Costa"
- 1 ragazzo, scuole primarie "Salvador Allende" e "Elsa Morante"

Il presidente del consiglio, il vicepresidente e i presidenti delle commissioni di territorio e cultura vengono scelti dal consiglio con voto anonimo, preceduto da un discorso. La prima seduta è stata il 19 dicembre 2014. Il consiglio ha subito un riformamento dalla seduta del 16 dicembre 2016.